# Сошниковка
Сошнико́вка (рос. Сошниковка) — присілок у складі Вадінського району Пензенської області, Росія.
Населення — 37 осіб (2010; 44 у 2002).
Національний склад станом на 2002 рік:
- росіяни — 100 %